# Полянчев, Владимир Иванович
Владимир Иванович Полянчев (1 октября 1924, Бортники — 10 февраля 2007) — советский и российский скульптор, краевед, педагог, журналист, общественный деятель. Заслуженный работник культуры РСФСР (1974). Почётный гражданин Зарайска.

## Биография

### Ранние годы
Владимир Полянчев родился 1 октября 1924 года в деревне Бортники Зарайского уезда Рязанской губернии (сейчас в Рыбновском районе Рязанской области) в крестьянской семье.
Начал учиться в школе в 1930 году в 5-летнем возрасте. Окончил семилетнюю школу в селе Большие Белыничи. В восьмом классе учился в селе Малино Ступинского района Московской области, где работал учителем его старший брат. В 1938 году поступил в Зарайское педагогическое училище, которое не сумел окончить из-за Великой Отечественной войны.

### Великая Отечественная война
4 июля 1941 года Полянчев уехал из Бортников в Зарайск, чтобы вступить в народное ополчение, однако не был принят. В сентябре был призван его на допризывное обучение в селе Большое Жоково. В октябре был мобилизован на строительство оборонительных сооружений в окрестностях реки Ранова под Рязанью. Зимой и весной 1942 года возил торф из Мещёрского края, летом трудился в колхозе «Новый путь» пахарем, косарём, возчиком снопов на ток, где работал его отец.
20 августа 1942 года был призван в Красную армию. На Великой Отечественной войне был красноармейцем-стрелком, миномётчиком, орудийным номером, наводчиком, дослужившись в итоге до командира расчета 45-миллиметрового противотанкового орудия 88-го пограничного ордена Красной Звезды полка. Прошёл с боями от Смоленска, через Западную Украину до румынского Плоешти, участвовал в Ясско-Кишинёвской операции, завершив войну сержантом. После окончания войны вместе с полком боролся на Западной Украине с местными националистами.

### Журналистская деятельность
После демобилизации в апреле 1950 года был физруком в пионерском лагере. В августе 1950 — августе 1952 года был учителем физкультуры в зарайской школе №1. Занимался лёгкой атлетикой — в частности, марафонским бегом.
С 1950 года трудился литературным сотрудником зарайской районной газеты «За новую жизнь». В июне 1973 — октябре 1984 года был собственным корреспондентом московской областной газеты «Ленинское знамя». Преимущественно писал о сельском хозяйстве в Зарайском, Луховицком, Озёрском, Серебряно-Прудском и Каширском районах. Среди проблем, которые затрагивал журналист, — повышение урожайности, рост продуктивности скота, развитие садоводства, улучшение производства кормов, сохранение лесов, повышение ответственности руководителей сельхозпредприятий. Опыт Полянчева отражён в сборнике «Районная газета», который в 1968 году вышел в московском издательстве «Советская Россия».
В 1969 году стал лауреатом премии имени И. В. Бабушкина Московской областной организации журналистов. 9 декабря 1974 года Указом Президиума Верховного Совета РСФСР за заслуги в области советской печати был удостоен звания «Заслуженный работник культуры РСФСР».

### Краеведческая и общественная деятельность
Полянчев был известным в Зарайском районе краеведом. Первоначально заинтересовался судьбой и творчеством известного скульптора, местной уроженки Анны Голубкиной. По его инициативе и при непосредственном участии был открыт мемориальный дом-музей А. С. Голубкиной. Написал и подготовил к изданию десять краеведческих книг и первую в России районную энциклопедию. Книга Полянчева «Судьба ваятеля» о жизни и творчестве скульптора Анны Голубкиной была отмечена премией имени Михаила Пришвина. Входил в редакционный совет «Рязанской энциклопедии». В 1994 году по инициативе Полянчева Зарайская районная администрация внедрила в первых-девятых классах местных школ курс краеведения. Основал Зарайское историческое общество. Инициировал учреждение звания почётного гражданина Зарайска, знака-медали «За любовь к родному городу», медали «Родился в Зарайске» и официальное признание исторического герба Зарайска геральдическим знаком.
Кроме того, Полянчев был инициатором восстановления и сохранения исторических памятников Зарайского района — Белого колодца, памятника зарайской княжеской семье. Также выступал за возвращение в Зарайск иконы святителя Николая Зарайского, состоявшееся уже после его смерти, в 2013 году. Благодаря деятельности Полянчева многие события в истории города были увековечены в мемориальных досках.
В 1960 году организовал в Зарайске скульптурную студию имени А. С. Голубкиной, которой руководил в течение 21 года. Был автором проектов памятников Рубену Руису Ибаррури и героям интернациональных бригад в городе Михайловка Волгоградской области. В Зарайске создал памятники Димитру Благоеву, участникам гражданской войны в Испании Примо Джибелли и Борису Туржанскому, монументов павшим воинам-землякам на заводе стройматериалов, станкостроительном заводе, в деревне Новосёлки. Неоднократно участвовал в республиканских, всесоюзных и международных выставках самодеятельного искусства.
Был депутатом Зарайского городского Совета четырёх созывов.
Награжден орденом Отечественной войны II степени (6 апреля 1985) и десятью медалями. В 2003 году за участие в издании «Рязанской энциклопедии» и в связи с 805-летием Рязанской епархии награждён орденом Святого благоверного князя Даниила Московского.
В 1982 году был удостоен звания почётного гражданина Зарайска.
Умер 10 февраля 2007 года.

## Семья
Отец — Иван Федотович Полянчев (1887—1952), крестьянин, также родился в деревне Бортники.
Старший брат — Николай Иванович Полянчев, учитель.

## Память
18 сентября 2014 года в зарайском районном дворце культуры имени В. Н. Леонова состоялся вечер памяти Владимира Полянчева.
В декабре 2016 года в Зарайске на доме, где в 1975—2007 годах жил Владимир Полянчев, открыли посвящённую ему мемориальную доску.
Ежегодно в Зарайске приводятся Полянчевские чтения, в котором участвуют гости из других районов Московской области и Москвы.